# Euthydemos (Platon)
„Euthydemos” sau „Eutidem” (în greacă veche Εὐθύδημος) este un dialog scris de Platon.